# Potada
Se llama potada o potala a una especie de ancla o reson formado de dos estacones o toscos palos que atravesando el listón de madera por sus extremos abarcan o ciñen violentamente la gruesa piedra impidiendo se pueda soltar.
Los pescadores usan de esta invención grosera con particularidad en la pesca de congrio porque como es forzoso emprenderla en fondos con mucha roca, si echasen el reson de hierro que llevan siempre a bordo, se exponían con frecuencia a perderlo porque sus uñas se agarran con facilidad a las rocas, de donde la mayoría de las veces no es posible sacarlo. Los pescadores del Mediterráneo evitan este perjuicio echando el reson con frenillo.
A esto se añade que si, como suele verificarse, les entra de pronto un tiempo cogiéndolos fondeados sin dar lugar a levarse, únicamente sufren la escasa pérdida de una piedra, dos estacas y un pedazo de cabo porque en estos casos apurados lo cortan inmediatamente con lo que quedan libres para maniobrar.
Otra especie de ancla igual está compuesta por una piedra o losa que se halla a propósito agugereada por donde se introduce una gruesa estaca que sirve de punto de apoyo para las vueltas de la cuerda y tiene el mismo uso que la anterior.